# Алёшин, Дмитрий Григорьевич
Дмитрий Григорьевич Алёшин (2 (14) июня 1892, Рига, Российская империя — 14 января 1985, Сакраменто, США) — писатель, участник Первой мировой и Гражданской войны в России.

## Биография
С 1903 года жил вместе с родителями в Харбине. Отец — служащий на КВЖД. Окончил 8 классов Харбинского коммерческого училища, учился в университете Владивостока. В октябре 1915 г. поступил вольноопределяющимся в 4-й Владивостокский крепостной артиллерийский полк. В декабре 1916 г. произведён в прапорщики. С июня 1917 г. на Северном фронте в составе 37-го тяжёлого артиллерийского дивизиона. В августе того же года был ранен в голову в боях под Ригой.
С 1919 года служил в белых войсках Восточного фронта, затем в Азиатской конной дивизии барона фон Унгерн-Штернберга.
В 1923 году переехал в США, где в 1940 году издал беллетризованные мемуары о своём участии в Гражданской войне и последующих приключениях в Монголии и Китае «Азиатская Одиссея». В 1940 году написал роман «Ермак» (не опубликован).